# Frances the Mute
Frances the Mute är ett musikalbum av The Mars Volta, utgivet 2005.
Albumet blev 4:a på Billboard 200 och 23:a på UK Albums Chart. Låten "The Widow" blev en mindre hit.

## Låtlista enligt omslaget
1. "Cygnus....Vismund Cygnus" – 13:02
  1. "Sarcophagi"
  2. "Umbilical Syllables"
  3. "Facilis Descenus Averni"
  4. "Con Safo"
2. "The Widow" – 5:51
3. "L'Via L'Viaquez" – 12:22
4. "Miranda That Ghost Just Isn't Holy Anymore" – 13:10
  1. "Vade Mecum"
  2. "Pour Another Icepick"
  3. "Pisacis (Phra-Men-Ma)"
  4. "Con Safo"
5. "Cassandra Gemini" – 32:32
  1. "Tarantism"
  2. "Plant a Nail in the Navel Stream"
  3. "Faminepulse"
  4. "Multiple Spouse Wounds"
  5. "Sarcophagi"

## Låtlista enligt disken
1. "Cygnus... Vismund Cygnus"
2. "The Widow"
3. "L'Via L'Viaquez"
4. "Miranda that Ghost Just Isn't Holy Anymore"
5. "Cassandra Geminni [I]"
6. "Cassandra Geminni [II]"
7. "Cassandra Geminni [III]"
8. "Cassandra Geminni [IV]"
9. "Cassandra Geminni [V]"
10. "Cassandra Geminni [VI]"
11. "Cassandra Geminni [VII]"
12. "Cassandra Geminni [VIII]"